# Amétrine
Cet article possède un paronyme, voir amétryne.
 (décembre 2021).
Si vous disposez d'ouvrages ou d'articles de référence ou si vous connaissez des sites web de qualité traitant du thème abordé ici, merci de compléter l'article en donnant les références utiles à sa vérifiabilité et en les liant à la section « Notes et références ».

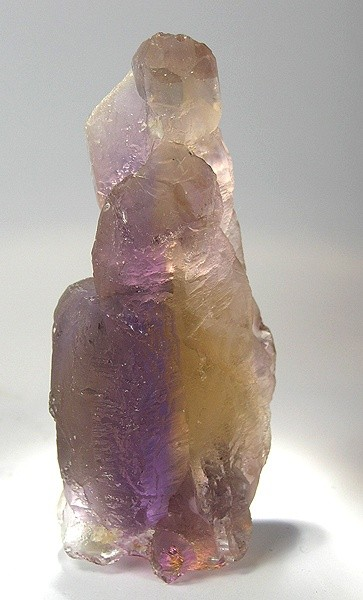
Amétrine de Bolivie.

L’amétrine est une variété gemme de quartz qui n'est pas une variété d'améthyste mais un mélange de citrine et d'améthyste. Elle possède des couleurs très diverses qui vont des jaunes jusqu'à la gamme des lilas, et des violets profonds. Dans la taille des gemmes, on recherche principalement les zones de transition entre deux couleurs, afin d'obtenir des pierres bicolores.

## Terminologie et étymologie
Le mot amétrine provient de la contraction des mots améthyste et citrine, dont on a pris respectivement les deux premières et les deux dernières syllabes.
Fausse synonymie :
- bolivianite : ce terme fantaisiste ne relève que d’une activité commerciale et doit être abandonné du fait de la confusion qu’il créé avec deux termes de minéralogie antérieurs : un sulfure d'antimoine riche en argent décrit par Johann August Friedrich Breithaupt en 1866, et la stannite décrite par le minéralogiste A. Pauly en 1926 sous le nom de bolivianite[1].

## Galerie

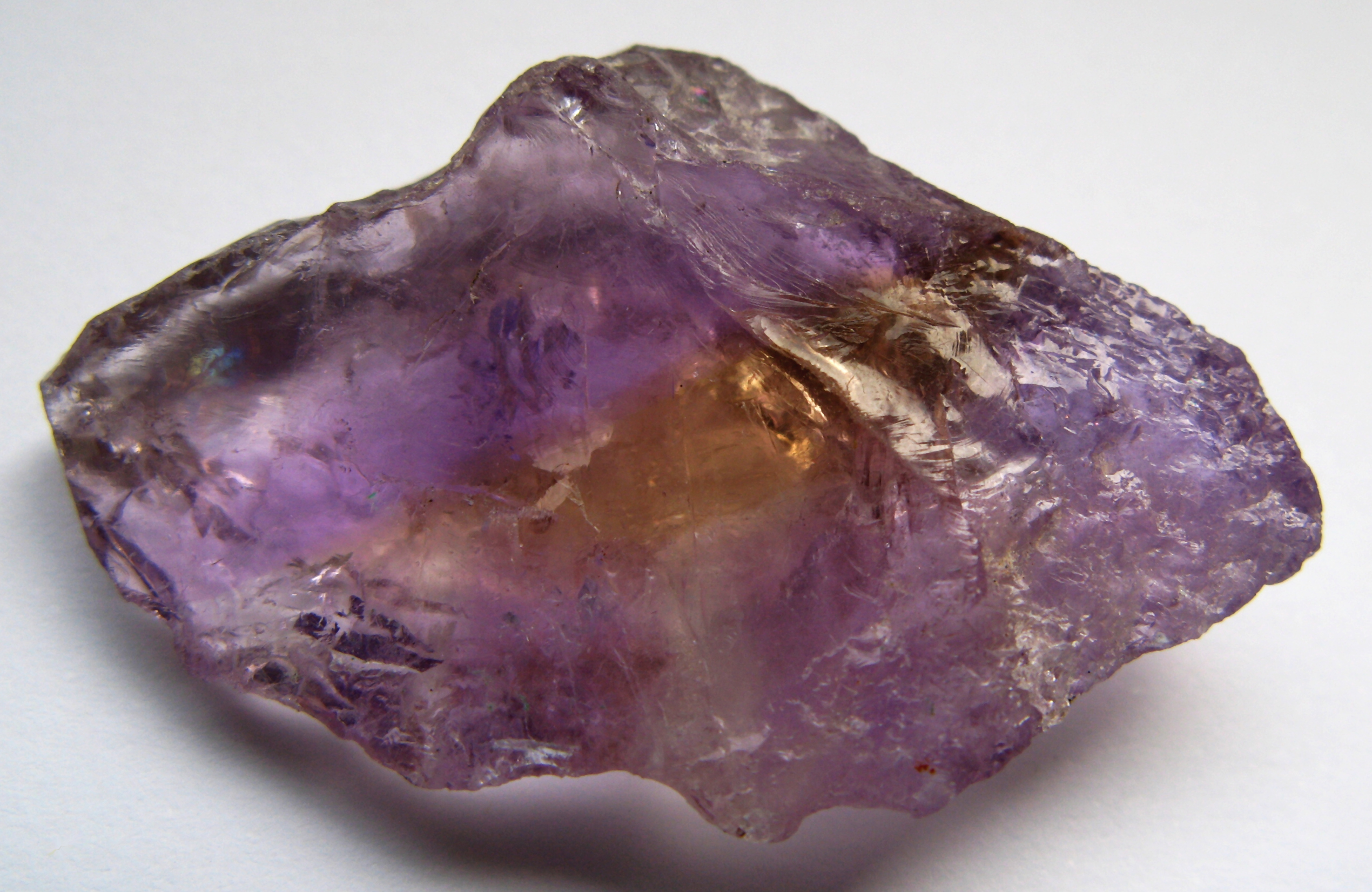
Amétrine brute.
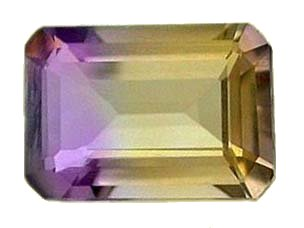
Amétrine taillée.

## Gemmologie
La plupart des amétrines dans le segment des prix bas sont fortement suspectes d'être synthétiques (chauffage partiel ou irradiation partielle), c'est-à-dire fausses. Depuis 1994, un laboratoire russe a mis au point la production industrielle de cristaux de quartz bicolore qui sont ensuite irradiés pour faire de parfaites amétrines de synthèse. À noter que les couleurs vert-jaune ou dorée-bleue n'existent pas naturellement.

## Gisements remarquables
- Bolivie
  - Mina Anahí, District de La Gaiba, Province d'Ángel Sandoval, Département de Santa Cruz.
- Brésil
  - Minas Gerais
- Canada
  - Ontario Gem Mine, Pearl Station, Thunder Bay District, Ontario
- États-Unis
  - Crystal Tips No. 2 pit, Petersen Mountain, Comté de Washoe, Nevada[2]
- Inde
  - Hyderabad District, Andhra Pradesh

## Gîtologie
Les conditions de formation font encore débat mais il est acquis que c'est une différence de température entre deux couches géologiques qui a "décoloré » en partie le gisement initialement d'améthyste. Chauffée au-delà de 500 °C, l'améthyste donne une couleur jaune à brun (Cf. citrine et fausse citrine).

### Articles liés
- Améthyste
- Citrine
- Quartz
- Faux minéraux et fossiles